# ایستگاه متروی نورثوود هیلز
ایستگاه متروی نورثوود هیلز (انگلیسی: Northwood Hills tube station) یکی از ایستگاه‌های خط متروپولیتن متروی لندن است.
این ایستگاه که در منطقه هیلینگدون لندن قرار دارد در سال ۱۹۹۳ میلادی تأسیس شده است.

## نگارخانه

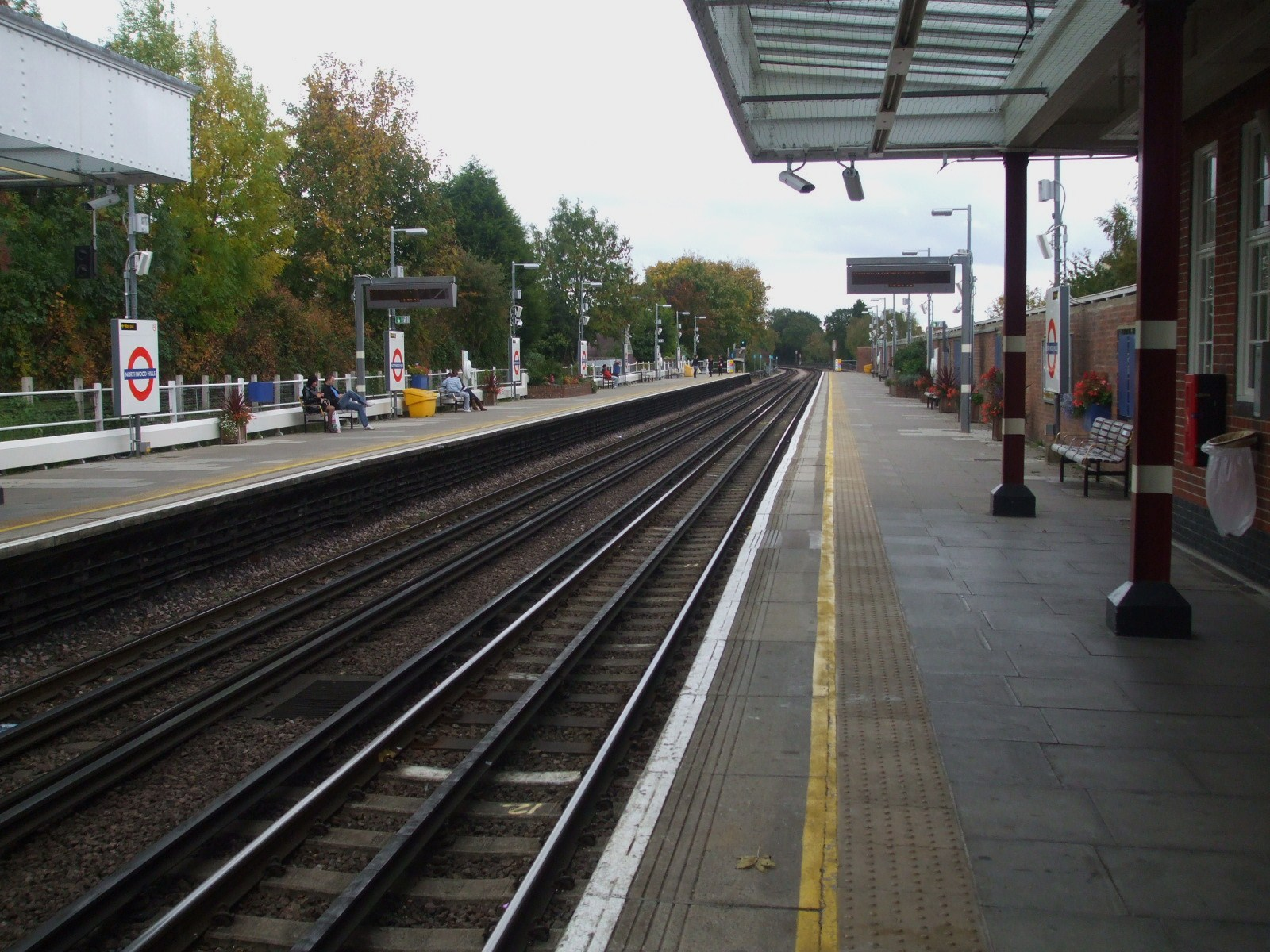
Northbound platform looking east
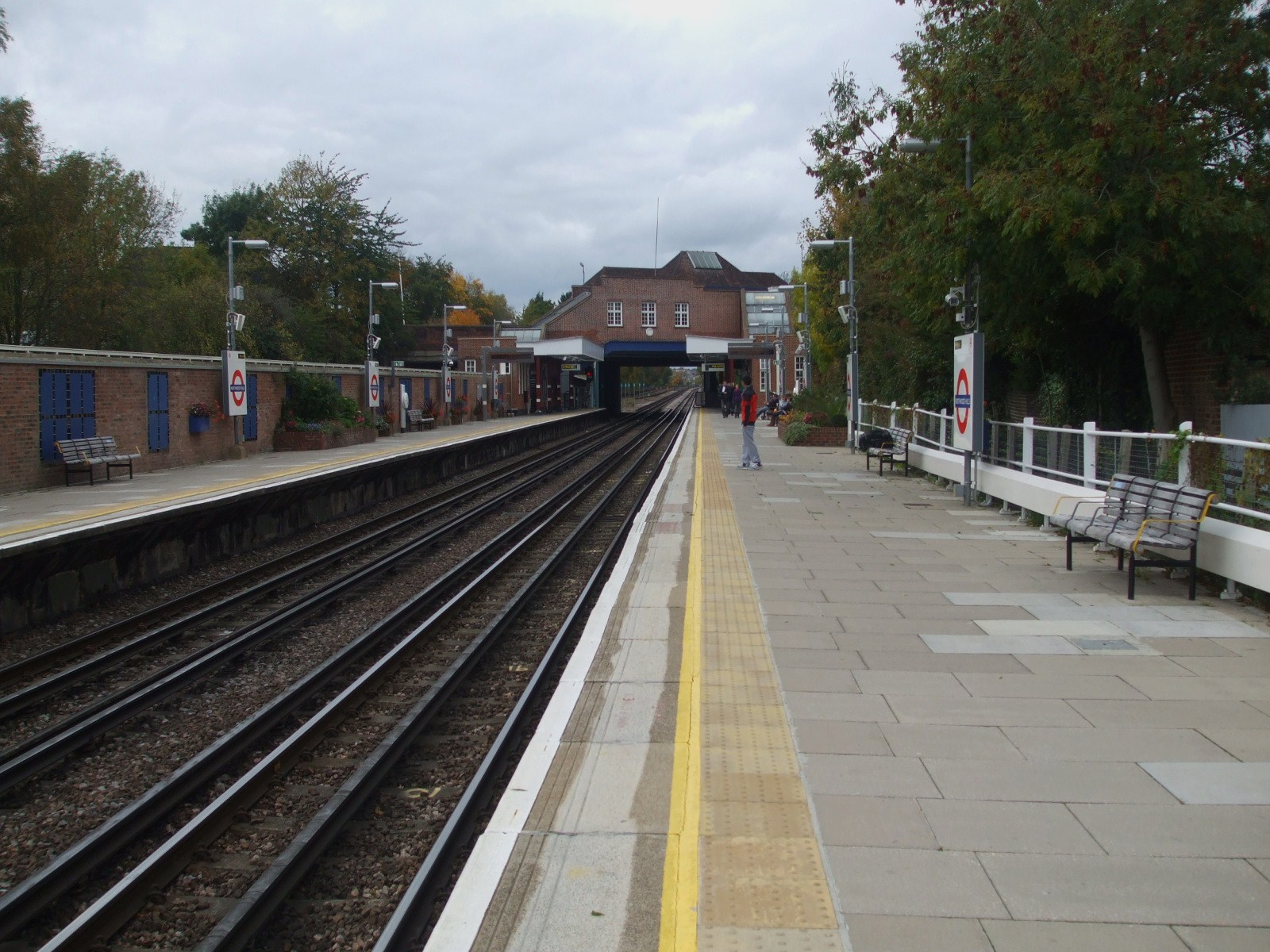
Southbound platform looking west
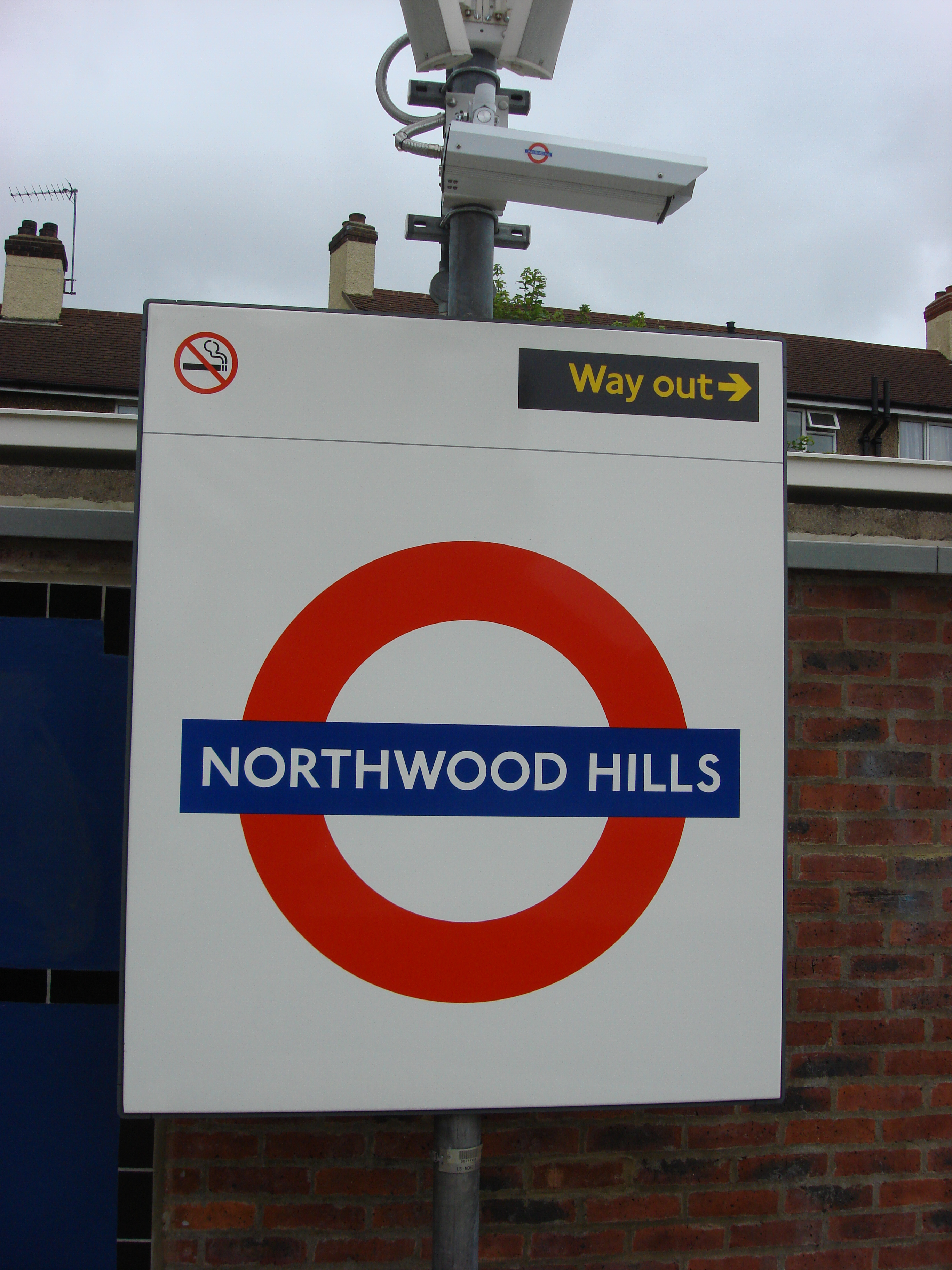
Station platform roundel